# Fearless (Jazmine-Sullivan-Album)
Fearless ist das Debütalbum der US-amerikanischen Contemporary R&B- und Soulsängerin Jazmine Sullivan.

## Hintergrund
Im September 2008 erläuterte Sullivan in einem Interview mit Pete Lewis von Blues & Soul den Grund für den Titel des Albums Fearless, was auf Deutsch furchtlos bedeutet: „Ich nannte das Album ‚Fearless‘, weil ich ganz einfach vor gar nichts Angst habe im Moment. Ich bin jung, erst 22 Jahre alt… und ich denke einfach, wenn du deine eigene Einzigartigkeit einfach mal beherzigst und keine Furcht hast und es auch mal riskierst anders zu sein, wird es jeder andere auch machen!“

## Erfolg
Fearless stieg auf Platz 6 der US-amerikanischen Albumcharts mit 65.000 in der ersten Woche verkauften Einheiten ein. Das Album fiel auf Platz zehn in der zweiten Chartwoche, in der es 42.000 weitere Exemplare verkaufen konnte. Das Album erreichte auch Platz eins der Billboard-Top-R&B/Hip-Hop-Albumcharts. Im November 2010 hatte sich Fearless 517.000 mal in den USA verkauft.
Im Jahre 2009 erhielt das Album fünf Grammy-Award-Nominierungen: Beste Weibliche Stimmliche Darbietung im R&B ("Need U Bad"), Beste Stimmliche Darbietung im Traditionellen R&B ("I'm in Love with Another Man"), Bester R&B-Song ("Bust Your Windows") und Bestes Contemporary-R&B-Album. Des Weiteren wurde sie für den Grammy für Beste Neue Künstlerin nominiert. Die Zeitschrift Vibe kürte die Platte zu einer der besten des Jahres 2008.

## Titelliste
| #  | Titel                      | Text | Produktion           | Länge |
| -- | -------------------------- | --- | -------------------- | ----- |
| 1  | "Bust Your Windows"        | Jazmine Sullivan, Salaam Remi, DeAndre Way | Remi                 | 4:26  |
| 2  | "Need U Bad"               | Jazmine Sullivan, Missy Elliott, Cainon Lamb, Taurian Osbourne, Nicholas Taylor Stanton, David Sinclair                                                              | Missy Elliott, Lamb  | 4:17  |
| 3  | "My Foolish Heart"         | Sullivan, Carvin Haggins, Ivan Barias, Edward Brigati, Felix Cavaliere                                                                                               | Ivan Barias, Haggins | 3:39  |
| 4  | "Lions, Tigers & Bears"    | Sullivan, Remi | Remi                 | 4:11  |
| 5  | "Call Me Guilty"           | Sullivan, Remi | Remi                 | 3:25  |
| 6  | "One Night Stand"          | Jazmine Sullivan, Fisticuffs, Iman Jordan, Brian Warfield, Mac Robinson                                                                                              | Fisticuffs           | 3:33  |
| 7  | "After the Hurricane"      | Jazmine Sullivan, Mikkel S. Eriksen, Tor Erik Hermansen | Stargate             | 3:58  |
| 8  | "Dream Big"                | Jazmine Sullivan, Missy Elliott, Lamb, Osbourne, Guy-Manuel de Homem-Christo, Thomas Bangalter                                                                       | Missy Elliott, Lamb  | 3:36  |
| 9  | "Live a Lie"               | Sullivan, Remi | Remi                 | 3:16  |
| 10 | "Fear"                     | Sullivan, Anne Dudley, Gary Langan, George M. Harry, Henry Cosby, Johnathon J. Jeczalik, Lulu Mae Hardaway, Paul Morley, Stevie Wonder, Sylvia Rose Moy, Trevor Horn | Dirty Harry          | 3:54  |
| 11 | "In Love with Another Man" | Sullivan, Anthony Bell | Sullivan, Bell       | 4:24  |
| 12 | "Switch!" [Bonus-Track]    | Sullivan, Jack Splash, Ivy Jo Hunter, William Stevenson | Jack Splash          | 3:02  |

### Samples
- "Bust Your Windows" benutzt ein Sample von Salaam Remis "Bad Man Waltz" und enthält Textstellen von Soulja Boy Tell Ems "Crank That (Soulja Boy)"
- "Need U Bad" benutzt ein Sample von Nicolas Taylor Stantons "Higher Meditation Riddim Version", and Tapper Zukies "Papa Big Shirt"
- "My Foolish Heart" benutzt ein Sample von Willie Mitchells "Groovin’"
- "Lions, Tigers and Bears" benutzt ein Sample von Salaam Remis "Sheila’s Playground"
- "Call Me Guilty" benutzt ein Sample von Salaam Remis "Police Theme"
- "Dream Big" benutzt ein Sample von Daft Punks "Veridis Quo"
- "Live A Lie" benutzt ein Sample von Salaam Remis "The Truth"
- "Fear" benutzt ein Sample von Art of Noises "Beat Box" und enthält Elemente von Stevie Wonders "I Was Made to Love Her"
- "Switch" benutzt ein Sample von Ivy Jo Hunter & William Stevensons "Your Cheating Ways" in der Version von den Marvelettes

## Kommerzieller Erfolg

### Chartplatzierungen
| ChartsChartplatzierungen       | Höchstplatzierung | Wochen |
| ------------------------------ | ----------------- | ------ |
| Vereinigte Staaten (Billboard) | 6 (34 Wo.)        | 34     |

| ChartsJahrescharts (2008)      | Platzierung |
| ------------------------------ | ----------- |
| Vereinigte Staaten (Billboard) | 142         |

### Auszeichnungen für Musikverkäufe
| Land/Region               | Auszeichnungen für Musikverkäufe (Land/Region, Auszeichnung, Verkäufe) | Verkäufe  |
| ------------------------- | ---------------------------------------------------------------------- | --------- |
| Vereinigte Staaten (RIAA) | Platin                                                                 | 1.000.000 |
| Insgesamt                 | 1× Platin ·                                                            | 1.000.000 |